# Conza della Campania
Conza della Campania é uma comuna italiana da região da Campania, província de Avellino, com cerca de 1.457 habitantes. Estende-se por uma área de 52 km², tendo uma densidade populacional de 28 hab/km². Faz fronteira com Andretta, Cairano, Caposele, Castelnuovo di Conza (SA), Morra De Sanctis, Pescopagano (PZ), Sant'Andrea di Conza, Teora.

## Demografia
| Variação demográfica do município entre 1861 e 2011                               |
|                                                                                   |
| Fonte: Istituto Nazionale di Statistica (ISTAT) - Elaboração gráfica da Wikipedia |